# Фул Сейл (университет)
Фул Сейл (на английски: Full Sail University) е частен университет в гр. Уинтър Парк, щата Флорида, САЩ.

## История
Организацията е основана през 1979 г. в Дейтън, щата Охайо. Отначало е звукозаписно студио Full Sail Productions, после е преименувано в Full Sail Center for the Recording Arts. Води курсове за обучение в своята област.
Премества се във Флорида – най-напред в Орландо през 1980 г. (добавяйки филмови и видеокурсове), после в Уинтър Парк през 1980 г. Акредитиран е да води обучение за степен специалист (associate – началната степен във висшето образование, след 2-3 години обучение) от 1990 г.
Разширява своята учебна програма за включване на други развлечения и медии. Започва да предлага онлайн обучение за степен през 2007 г.

## Обучение
Училището е частично собственост на ТА Associates, частен инвестиционен посредник.
Фул Сейл е национално акредитиран от частната Акредитационна комисия за кариерни училища и колежи (Accrediting Commission of Career Schools and Colleges, ACCSC) за присъждане на степени (специалист, бакалавър и магистър) в областите аудио, филми, дизайн, компютърна анимация, бизнес и др. Училището предлага 49 специалности и 2 специализанти сертификати и изброява около 16 100 студенти.
Училището привлича вниманието, когато кандидат-президентът Мит Ромни през 2012 г. го цитира като пример как нарастващите разходи за образование могат да бъдат решени. Ромни не споменава, че неговият главен изпълнителен директор Бил Хевънър е основен донор на кампанията и набира на средства. По-късно същата година WWE започва да снима всички епизоди на тяхното интернет шоу WWE NXT във Фул Сейл. От 23 юни 2015 г. университетът е дом на реалити шоуто „Достатъчно издръжлив“, излъчвано по USA Network.